# 토미 톰슨
토미 조지 톰슨(Tommy George Thompson, 1941년 11월 19일 ~ )은 미국의 정치인으로 제42대 위스콘신주 주지사이다.

## 학력
- 위스콘신 대학교 매디슨 인문사회 학사
- 위스콘신 대학교 매디슨 법무박사

## 경력
- 1967.01 ~ 1973.01 제78·79·80대 위스콘신주 애덤스-주노-마켓 지구 하원의원
- 1973.01 ~ 1983.01 제81·82·83·84·85대 위스콘신주 제79선거구 하원의원
- 1981.12 ~ 1987.01 위스콘신주 하원 소수당 원내대표
- 1983.01 ~ 1985.01 제86대 위스콘신주 제87선거구 하원의원
- 1985.01 ~ 1987.01 제87대 위스콘신주 제42선거구 하원의원
- 1987.01 ~ 2001.02 제42대 위스콘신 주지사
- 1995.08 ~ 1996.07 전국 주지사 연합 의장
- 2001.02 ~ 2005.01 제19대 미국 보건복지부 장관
- 2020.07 ~ 2022.03 위스콘신 대학교 총장

## 역대 선거 결과
| 선거명      | 직책명                                      | 대수  | 정당   | 득표율  | 득표수      | 결과 | 당락                 |
| ----------- | ------------------------------------------- | ----- | ------ | ------- | ----------- | ---- | -------------------- |
| 1966년 선거 | 하원의원 (위스콘신 애덤스-주노-마켓 선거구) | 78대  | 공화당 | 71.96%  | 7,703표     | 1위  | 위스콘신 주의원 당선 |
| 1968년 선거 | 하원의원 (위스콘신 애덤스-주노-마켓 선거구) | 79대  | 공화당 | 69.62%  | 9,818표     | 1위  | 위스콘신 주의원 당선 |
| 1970년 선거 | 하원의원 (위스콘신 애덤스-주노-마켓 선거구) | 80대  | 공화당 | 65.69%  | 7,294표     | 1위  | 위스콘신 주의원 당선 |
| 1972년 선거 | 하원의원 (위스콘신 제79선거구)              | 81대  | 공화당 | 61.53%  | 12,027표    | 1위  | 위스콘신 주의원 당선 |
| 1974년 선거 | 하원의원 (위스콘신 제79선거구)              | 82대  | 공화당 | 67.93%  | 10,116표    | 1위  | 위스콘신 주의원 당선 |
| 1976년 선거 | 하원의원 (위스콘신 제79선거구)              | 83대  | 공화당 | 67.96%  | 14,549표    | 1위  | 위스콘신 주의원 당선 |
| 1978년 선거 | 하원의원 (위스콘신 제79선거구)              | 84대  | 공화당 | 76.49%  | 12,136표    | 1위  | 위스콘신 주의원 당선 |
| 1980년 선거 | 하원의원 (위스콘신 제79선거구)              | 85대  | 공화당 | 75.63%  | 17,153표    | 1위  | 위스콘신 주의원 당선 |
| 1982년 선거 | 하원의원 (위스콘신 제87선거구)              | 86대  | 공화당 | 69.16%  | 11,068표    | 1위  | 위스콘신 주의원 당선 |
| 1984년 선거 | 하원의원 (위스콘신 제42선거구)              | 87대  | 공화당 | 100.00% | 15,441표    | 1위  | 위스콘신 주의원 당선 |
| 1986년 선거 | 위스콘신 주지사                             | 42대  | 공화당 | 52.74%  | 805,090표   | 1위  | 위스콘신 주지사 당선 |
| 1990년 선거 | 위스콘신 주지사                             | 42대  | 공화당 | 58.20%  | 802,321표   | 1위  | 위스콘신 주지사 당선 |
| 1994년 선거 | 위스콘신 주지사                             | 42대  | 공화당 | 67.26%  | 1,051,326표 | 1위  | 위스콘신 주지사 당선 |
| 1998년 선거 | 위스콘신 주지사                             | 42대  | 공화당 | 59.66%  | 1,047,716표 | 1위  | 위스콘신 주지사 당선 |
| 2012년 선거 | 상원의원 (위스콘신 제1부)                   | 113대 | 공화당 | 45.86%  | 1,380,126표 | 2위  | 낙선                 |